# Epicauta cinereus
Epicauta cinereus là một loài bọ cánh cứng trong họ Meloidae. Loài này được Forster miêu tả khoa học năm 1771.